# Club Deportivo U América
La U de América Fútbol Club (anteriormente llamado Club Deportivo América Cochahuayco) es un club de fútbol de la ciudad de Lima, Perú. Fue fundado el 15 de abril de 1980. Era un equipo filial del Club Universitario de Deportes hasta el 2010. En 2022, el club se refunda como  U de América Fútbol Club, vuelve a afiliarse en la liga distrital de San Luis y participa desde entonces en la Copa Perú.

## Historia
Se fundó con el nombre de Club Deportivo América Cochahuayco por Don Alejandro Mantary Chumbiyauri y su hijo Alejandro Mantary Acuña, Félix Carlín Ramos, familiares y amigos. Fue un equipo perteneciente a la Liga de Fútbol de San Luis. Fue creado el 15 de abril en 1980. Desde entonces, el club participaba en los campeonatos distritales e Interligas de Lima, con el fin de ascender a la profesional. Su mejor momento fue en 1992, donde América Cochahuayco logró el campeonato de la Provincial de Lima (Interligas de Lima), luego la Región Promocional de Fútbol Lima y Callao. De esta forma fue promovido a la Segunda División del Perú.  
Durante su permanencia en la segunda profesional, desempeñó campañas regulares. Fue filial en 1994 de Alianza Lima (incluso intentó ser llamado Alianza América). A partir de 1997, se convirtió en la filial de Universitario.. En ese momento, las cosas mejoraron. América Cochahuayco se coronó campeón en la edición del año 1999. Perdió la oportunidad de ascender a la Primera División del Perú al ser derrotado en el encuentro de revalidación frente al Deportivo Pesquero. En ambos partidos de ida y regreso, ambos cuadros igualaron con la misma cantidad de goles. Al final se definió en los penales. Deportivo América Cochahuayco perdió por 2 - 3 contra Deportivo Pesquero. En el año 2003, fue su peor campaña, ya que descendió a su liga de origen.
Para el año siguiente,  volvió a coronarse campeón Liga Distrital de San Luis y de las Interligas de Lima. Gracias a ese mérito, logró retornar a la segunda profesional para la temporada 2005. Entre los periodos 2005 al 2010, U de América fue su apelativo. Para el 2011, dejó de ser filial de Universitario y se independizó. En el mismo año, el club cambió de nombre de manera oficial a Club Deportivo U América, con el Registro Público N° 11028805. También fueron modificados los colores de sus uniformes y su escudo. Sin embargo, ese mismo año el club pierde la categoría.
En la temporada 2012, el club militó de manera directa a la Etapa Regional de la Copa Perú. Sin embargo fue eliminado por Márquez F.C. de Ventanilla. Para el 2013,  el Deportivo U América F.C. se clasificó como primero de la Liga San Luis, a pesar de que no participó (las bases de la Copa Perú de ese año, indicaban que los equipos que participaban a nivel regional del torneo, al ser eliminados, se clasificaba de manera automática a las InterLigas de Lima del año siguiente). El Deportivo U América F.C. escala hasta la Tercera Fase del torneo de Interligas de Lima. Fue eliminado por el Ciclista Lima F.C. y Regatas Lima , ambos de San Isidro.
En la temporada 2016, el Deportivo U América F.C. subcampeona en la Liga de San Luis y clasifica a las Interligas de Lima, en el grupo 19 de la primera fase. El club fue eliminado por Miraflores F.C. y el club Hender Morales de Vila María del Triunfo. En el 2017, la dirigencia del club decide en no participar en la liga distrital. Por ende el U de América F.C. perdió la categoría y desde entonces no participa en torneos oficiales. 
El club no participa en la liga de Santa Anita. Sin embargo operando escuela formador de jugadores de menores y juveniles, tanto de varones como de mujeres. Participa en torneos infantiles y juveniles del distrito y organizados por otras instituciones deportivas de la capital. Además, estuvo participando por varios años, en la Superliga 7 organizada por CMD/Movistar Deportes.

## Actualidad
Después de muchos años, el club se refunda como Universitario de América Fútbol Club (denominado también como U de América F.C.) con el Registro Público N° 14788293 . El equipo viene participando en la Segunda División Distrital de San Luis. El club goleó en su primer partido oficial por 5 - 1 al Asociación Nazareno. U de América F.C. venció por 2 - 1 al club Unidos por el Fútbol FERGIS SL, en la segunda fecha en la liga. El club gana por 4 - 0 al Olimpo Perú F.C., en la tercera fecha del campeonato. En la cuarta fecha, el club golea por 13 - 1 al San Pablo F.C. y permanece líder en la serie A. Es uno de los candidatos favoritos en ascender a la primera división distrital. Derrota por 3 - 1 al club Nueva Generación y se consagra campeón de Serie A. Adicionalmente, clasificado en la liguilla final por el ascenso, entre los campeones y subcampeones de la serie A y la serie B. U de América F.C. vence por 2-0 Clavijo Amigos y asciende a la primera distrital. 
Se enfrentará con Juvenil San Juan de Balsas en la final por el título de la segunda división. Finalmente, América Fútbol Club derrota 2-1 al club Juvenil San Juan con goles de los ex cremas Jorge Brenner y Linder García y se consagra campeón de la segunda distrital. Este campeonato se dio con la presencia de su D.T. Víctor Chávez y su delegado Augusto Febres quienes acompañaron al club en la etapa en la Segunda División Profesional.

## Cronología
La siguiente tabla detalla las posiciones en las que finalizó el club desde su primera temporada en la Segunda División del Perú en el año de 1993 hasta el presente.

## Uniforme
- Uniforme titular: Camiseta roja, pantalón blanco, medias blancas.
- Uniforme alternativo: Camiseta blanca, pantalón blanco, medias blancas.

### Uniformes destacados
| 1980 - 2010 Titular | 1980 - 2010 Alternativo | 2011-presente Titular | 2011-presente Alternativo |  |

### Evolución de indumentaria

#### Deportivo América Cochahuayco/U de América

##### Titular
| 1980-1992 | 1994/1995 | 1997/1998 | 1999 | 2000 | 2001 | 2005 | 2008 | 2010 |  |

##### Alterno
| 1994/1995 | 1997/1998 | 2001/2002 | 2003 | 2004-2006 | 2008/2009 | 2010 |  |

#### Deportivo U América F.C.

##### Titular
| 2011 | 2011 | 2011/2012 | 2012/2013 | 2014/2015 | 2016 |  |

##### Alterno
| 2011 | 2012-2013 | 2013-2015 | 2013/2014 | 2014/2015 | 2014-2016 |  |

#### U de América

##### Titular 2022 al presente
| Titular 1 | Titular 2 |  |

### Indumentaria y patrocinador
| Periodo           | Proveedor |
| ----------------- | --------- |
| 2002 - Actualidad | Umbro     |

| Periodo | Patrocinador        |
| ------- | ------------------- |
| 2011    | Grupo Santo Domingo |

## Estadio

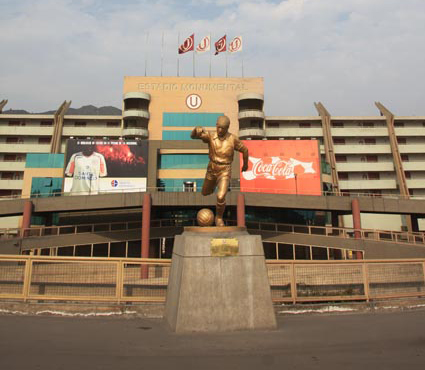
Fachada del Estadio Monumental.

El Estadio Monumental, popularmente conocido como «Monumental de Ate» o «Monumental U», es el estadio principal del Club Universitario de Deportes y es también la sede del U América cuando disputa sus encuentros de local. Se encuentra ubicado en el Distrito de Ate, al este de la ciudad de Lima. Fue diseñado por el arquitecto uruguayo Walter Lavalleja, y cuenta con una capacidad o aforo total para 80.093 espectadores: 58.577 asistentes en sus cuatro tribunas y 21.516 personas adicionales en los cuatro edificios de palcos-suites que lo rodean. Construido conforme el Manual de Especificaciones Técnicas FIFA (para estadio del nuevo milenio y para finales de campeonato mundial), se le considera por la prensa especializada y la afición peruana, como uno de los estadios más modernos de Latinoamérica. También fue utilizado por la Selección de fútbol del Perú, para disputar sus encuentros por las eliminatorias para la Copa Mundial de Fútbol y para la realización de diversos espectáculos musicales.

## Datos del club
- Temporadas en Primera División: 0.
- Temporadas en Segunda División: 18 (1993-2003, 2005-2011).
- Mayor goleada conseguida:
  - En campeonatos nacionales de local: América Cochahuayco 6:0 Tecnológico Suiza.(10 de octubre del 2010).[11]
  - En campeonatos nacionales de visita: Universidad San Marcos 1:5 U América (11 de noviembre del 2011)[12]
- Mayor goleada recibida:
  - En campeonatos nacionales de local: América Cochahuayco 1:6 Sporting Cristal "B" (8 de diciembre del 2001).
  - En campeonatos nacionales de visita: Guardia Republicana 10:1 América Cochahuayco (diciembre de 1995).[13]
- Mejor puesto en la Segunda División: 1.º.
- Peor puesto en la Segunda División: 13.º.

## Entrenadores
Club Deportivo América Cochahuayco
- Rafael Castillo (1994)
- Samuel Eugenio (1996)
- Antonio Trigueros (1996)
- Juan José Oré (1996-1997)
- Antonio Bernaza (1997)
- Luis Reyna Navarro (1997-1999)
- Luis Rubiñoz (1999)
- Humberto Grondona (1999-2000) Campeón Segunda División Perú 1999
- Luis Reyna Navarro (2001-2003)
- Eduardo Rey Muñoz (2003)
- Luis Rubiñoz (2003)
- Luis Reyna Navarro (2004) Campeón Interligas de Lima (2004)
- Ernesto Aguirre (2005)
- Luis Salhuana (2006)
- Edgar Ospina (2006)
- Jesús Oropesa (2006)
- Rafael Abelardo Castañeda Castañeda (2007)
- Javier Chirinos (2007)
- Jorge Ágapo Gonzales (2008)
- Tito Chumpitaz (2008)
- Javier Chirinos (2008)
- Hugo Alves (2008)
- Roberto Mosquera (2008)
- Javier Chirinos (2009)
- Jorge Ágapo Gonzales (2009-2010)

Club Deportivo U América
- Roberto Chale (2011)
- César Adriazola (2011-2012)
- Javier Chirinos (2013)
- Víctor Cañete (2022)
- Michael Meraz (2023)
- Jorge Baltazar Cordero Arostegui / Víctor Cañete (2024)

## Rivalidades
América Cochahuayco y posteriormente Deportivo U América en su estadía en la segunda profesional, generó una serie de rivalidades. Entre las primordiales frente al Deportivo Municipal, simulando al clásico moderno. En el duelo de filiales, contra Virgen de Chapi, también equipo que fue apoyado por Universitario de Deportes. Luego con Deportivo Bella Esperanza que fue filial de Alianza Lima y Sporting Cristal B, como su nombre indica, filial de Club Sporting Cristal.

## Equipos Relacionados y No Relacionados

### U de América
En el 2011, la dirigencia forma el U de América (con el Registro Público n° 12412521), equipo hermano del primero. Sin embargo, tiene una administración autónoma. U de América, se afilió y participó en la Liga Distrital de Breña hasta 2014. Su mejor mérito, fue ocupar la tercera posición de la liga y clasificar al torneo de Interligas de Lima. Participó en el grupo 12 de la primera fase. Sin embargo fue eliminado del torneo. En el periodo 2012, logró la quinta posición de la liga, sin chance a las Interligas. En ese torneo se enfrentó al histórico Centro Deportivo Municipal , perdiendo por 1 - 8. Al año siguiente,terminó último en el campeonato. Sin embargo no hubo descenso. Para la temporada 2014, U de América terminó nuevamente útltimo, en el grupo A del campeonato. Hasta la fecha, el club se encuentra desafiliado. Sin embargo, sigue operando como academia de fútbol para los distritos de Breña y Cercado de Lima. A su vez, es auspiciado por Universitario de Deportes. El propósito de este club, era formar y probar jugadores jóvenes de la institución.
Uniforme del 2011-2014
| Titular | Alternativo |

- U de América(Breña) Interligas 2011 - Grupo XII
- Liga Distrital de Breña 2011
- Liga Breña Anécdota 2012
- Deportivo Municipal vs U América, Distrital de Breña 2012

### U de América de SJM
Es una institución de fútbol independiente del histórico. El club tiene más 10 años, participando en la liga distrital de San Juan de Miraflores, entre la segunda y tercera división. Inicialmente el club se fundó como U de América del Sur. El club mantiene el auspicio y el aporte de Universitario de Deportes.  El club, forma sus propias canteras de jugadores, en sus escuelas en diferentes partes del distrito. Sin embargo, desempeña una campaña muy pobre en la segunda distrital, condenándolo al descenso.
Desde el 2023 a la fecha el club, no ha vuelto participar en la segunda división del distrito. En cambio, se dedica a la formación de división de menores y canteras. A su vez, participa en torneos de menores del distrito.
- Segunda División SJM 2019
- Segunda División SJM 2022

## Filiales

### Equipo Femenino
El club posee un equipo femenino de fútbol que participa en el Torneo Metropolitana de Fútbol y Liga Provincial de Lima organizado por la FPF. principalmente utilizaba el mismo uniforme principal, alterno y emblema del Club Universitario de Deportes. En la actualidad, se encuentra en reestructuración.
- Partido 2013:U vs U de América
- U de América vs Defensor Lima
- Liguilla de Plata 2015: U de América vs Talemtus Callao
- Liga Femenina de Fútbol

### Club U de América
Es un club dedicado a la práctica del Fútbol 7. Se fundó a comienzos del 2011. Se afilia a los campeonatos de la Super Liga Fútbol 7 (Super Liga Stars), realizados en el Coliseo Niño Héroe Manuel Bonilla, del distrito de Miraflores. Se mantuvo participando por algunos años.

### División de Menores
La división de menores, es el encargado de la prepararción de las canteras del club para que sean incorporadas al equipo principal o al Club Universitario de Deportes u otro equipo. Se formó desde el 2002 y se mantuvo hasta 2017. En la actualidad se encuentra en reestructuración. La división de menores tuvo varias participaciones en la Copa Federación. Generalmente, utilizaba el nombre apelitivo U de América en vez de América Cochahuayco y el mismo emblema de Club Universitario de Deportes.
- Copa Federación: Universitario vs U de América
- U de América Sub-20
- U de América Categoría 2001
- U de América Categoría 1999
- Copa Federación 2011: U de América vs Regatas Lima
- amistoso U de América vs Sport Boys

## Palmarés

### Torneos nacionales
| Competición nacional            | Títulos | Subcampeonatos |
| ------------------------------- | ------- | -------------- |
| Segunda División del Perú (1/0) | 1999.   |                |

### Torneos regionales
| Competición regional              | Títulos                       | Subcampeonatos |
| --------------------------------- | ----------------------------- | -------------- |
| Interligas de Lima (2/0)          | 1992, 2004.                   |                |
| Liga Distrital de San Luis (4/1)  | 1987, 1989, 1992, 2004, 2014. | 2016.          |
| Segunda Distrital de San Luis (1) | 2022.                         |                |

### Facebook
- Facebook: U de América Fútbol Club
- Facebook - Deportivo U de América
- Liga Distrital de San Luis

### Twitter
- Aniversario 40, América Cochahuayco/U América F.C./ Deportivo U de América

- Datos: Q2746933